# 2014-es Formula–1 német nagydíj
A német nagydíj volt a 2014-es Formula–1 világbajnokság tizedik futama, amelyet 2014. július 18. és július 20. között rendeztek meg a németországi Hockenheimben, ami a 75. verseny volt ezen a versenypályán.

## Szabadedzések

### Első szabadedzés
A német nagydíj első szabadedzését július 18-án, pénteken délelőtt tartották.
| helyezés | versenyző           | csapat/motor         | elért idő | különbség | futott kör |
| -------- | ------------------- | -------------------- | --------- | --------- | ---------- |
| 1        | Nico Rosberg        | Mercedes             | 1:19,131  | −         | 29         |
| 2        | Lewis Hamilton      | Mercedes             | 1:19,196  | +0,065    | 25         |
| 3        | Fernando Alonso     | Ferrari              | 1:19,423  | +0,292    | 21         |
| 4        | Daniel Ricciardo    | Red Bull-Renault     | 1:19,697  | +0,566    | 27         |
| 5        | Jenson Button       | McLaren-Mercedes     | 1:19,833  | +0,702    | 24         |
| 6        | Sebastian Vettel    | Red Bull-Renault     | 1:20,097  | +0,966    | 28         |
| 7        | Kevin Magnussen     | McLaren-Mercedes     | 1:20,105  | +0,974    | 32         |
| 8        | Kimi Räikkönen      | Ferrari              | 1:20,210  | +1,079    | 21         |
| 9        | Danyiil Kvjat       | Toro Rosso-Renault   | 1:20,337  | +1,206    | 28         |
| 10       | Adrian Sutil        | Sauber-Ferrari       | 1:20,505  | +1,374    | 18         |
| 11       | Felipe Massa        | Williams-Mercedes    | 1:20,542  | +1,411    | 19         |
| 12       | Jean-Éric Vergne    | Toro Rosso-Renault   | 1:20,586  | +1,455    | 23         |
| 13       | Nico Hülkenberg     | Force India-Mercedes | 1:20,592  | +1,461    | 22         |
| 14       | Sergio Pérez        | Force India-Mercedes | 1:20,598  | +1,467    | 24         |
| 15       | Susie Wolff         | Williams-Mercedes    | 1:20,769  | +1,638    | 22         |
| 16       | Giedo van der Garde | Sauber-Ferrari       | 1:20,782  | +1,651    | 23         |
| 17       | Romain Grosjean     | Lotus-Renault        | 1:21,603  | +2,472    | 20         |
| 18       | Pastor Maldonado    | Lotus-Renault        | 1:21,854  | +2,723    | 30         |
| 19       | Kobajasi Kamui      | Caterham-Renault     | 1:22,572  | +3,441    | 31         |
| 20       | Jules Bianchi       | Marussia-Ferrari     | 1:22,982  | +3,851    | 24         |
| 21       | Marcus Ericsson     | Caterham-Renault     | 1:23,256  | +4,125    | 35         |
| 22       | Max Chilton         | Marussia-Ferrari     | 1:23,299  | +4,168    | 22         |

### Második szabadedzés
A német nagydíj második szabadedzését július 18-án, pénteken délután tartották.
| helyezés | versenyző         | csapat/motor         | elért idő | különbség | futott kör |
| -------- | ----------------- | -------------------- | --------- | --------- | ---------- |
| 1        | Lewis Hamilton    | Mercedes             | 1:18,341  | −         | 38         |
| 2        | Nico Rosberg      | Mercedes             | 1:18,365  | +0,024    | 39         |
| 3        | Daniel Ricciardo  | Red Bull-Renault     | 1:18,443  | +0,102    | 35         |
| 4        | Kimi Räikkönen    | Ferrari              | 1:18,887  | +0,546    | 38         |
| 5        | Kevin Magnussen   | McLaren-Mercedes     | 1:18,960  | +0,619    | 40         |
| 6        | Felipe Massa      | Williams-Mercedes    | 1:19,024  | +0,683    | 36         |
| 7        | Jenson Button     | McLaren-Mercedes     | 1:19,221  | +0,880    | 40         |
| 8        | Sebastian Vettel  | Red Bull-Renault     | 1:19,248  | +0,907    | 35         |
| 9        | Fernando Alonso   | Ferrari              | 1:19,329  | +0,988    | 32         |
| 10       | Valtteri Bottas   | Williams-Mercedes    | 1:19,385  | +1,044    | 34         |
| 11       | Adrian Sutil      | Sauber-Ferrari       | 1:19,417  | +1,076    | 41         |
| 12       | Danyiil Kvjat     | Toro Rosso-Renault   | 1:19,452  | +1,111    | 27         |
| 13       | Sergio Pérez      | Force India-Mercedes | 1:19,581  | +1,240    | 28         |
| 14       | Nico Hülkenberg   | Force India-Mercedes | 1:19,593  | +1,252    | 32         |
| 15       | Jean-Éric Vergne  | Toro Rosso-Renault   | 1:19,760  | +1,419    | 32         |
| 16       | Pastor Maldonado  | Lotus-Renault        | 1:20,158  | +1,817    | 35         |
| 17       | Romain Grosjean   | Lotus-Renault        | 1:20,358  | +2,017    | 35         |
| 18       | Esteban Gutiérrez | Sauber-Ferrari       | 1:20,504  | +2,163    | 40         |
| 19       | Jules Bianchi     | Marussia-Ferrari     | 1:21,328  | +2,987    | 31         |
| 20       | Marcus Ericsson   | Caterham-Renault     | 1:21,870  | +3,529    | 21         |
| 21       | Max Chilton       | Marussia-Ferrari     | 1:21,898  | +3,557    | 28         |
| 22       | Kobajasi Kamui    | Caterham-Renault     | 1:23,728  | +5,387    | 12         |

### Harmadik szabadedzés
A német nagydíj harmadik szabadedzését július 19-én, szombaton délelőtt tartották.
| helyezés | versenyző         | csapat/motor         | elért idő | különbség | futott kör |
| -------- | ----------------- | -------------------- | --------- | --------- | ---------- |
| 1        | Nico Rosberg      | Mercedes             | 1:17,779  | −         | 24         |
| 2        | Lewis Hamilton    | Mercedes             | 1:18,380  | +0,601    | 20         |
| 3        | Fernando Alonso   | Ferrari              | 1:18,384  | +0,605    | 11         |
| 4        | Felipe Massa      | Williams-Mercedes    | 1:18,575  | +0,796    | 18         |
| 5        | Valtteri Bottas   | Williams-Mercedes    | 1:18,611  | +0,832    | 19         |
| 6        | Kevin Magnussen   | McLaren-Mercedes     | 1:18,756  | +0,977    | 16         |
| 7        | Daniel Ricciardo  | Red Bull-Renault     | 1:18,769  | +0,990    | 13         |
| 8        | Kimi Räikkönen    | Ferrari              | 1:18,842  | +1,063    | 8          |
| 9        | Sebastian Vettel  | Red Bull-Renault     | 1:18,890  | +1,111    | 17         |
| 10       | Nico Hülkenberg   | Force India-Mercedes | 1:19,127  | +1,348    | 19         |
| 11       | Danyiil Kvjat     | Toro Rosso-Renault   | 1:19,131  | +1,352    | 19         |
| 12       | Jean-Éric Vergne  | Toro Rosso-Renault   | 1:19,470  | +1,691    | 20         |
| 13       | Jenson Button     | McLaren-Mercedes     | 1:19,489  | +1,710    | 15         |
| 14       | Sergio Pérez      | Force India-Mercedes | 1:19,505  | +1,726    | 21         |
| 15       | Esteban Gutiérrez | Sauber-Ferrari       | 1:19,601  | +1,822    | 23         |
| 16       | Romain Grosjean   | Lotus-Renault        | 1:20,078  | +2,299    | 23         |
| 17       | Jules Bianchi     | Marussia-Ferrari     | 1:20,198  | +2,419    | 21         |
| 18       | Pastor Maldonado  | Lotus-Renault        | 1:20,466  | +2,687    | 19         |
| 19       | Adrian Sutil      | Sauber-Ferrari       | 1:20,844  | +3,065    | 6          |
| 20       | Kobajasi Kamui    | Caterham-Renault     | 1:21,018  | +3,239    | 21         |
| 21       | Marcus Ericsson   | Caterham-Renault     | 1:23,077  | +5,298    | 14         |
| 22       | Max Chilton       | Marussia-Ferrari     | 1:23,449  | +5,670    | 7          |

## Időmérő edzés
A német nagydíj időmérő edzését július 19-én, szombaton futották.
| helyezés              | rajtszám | versenyző         | csapat/motor         | 1. rész    | 2. rész    | 3. rész  | rajthely   | futott kör |
| --------------------- | -------- | ----------------- | -------------------- | ---------- | ---------- | -------- | ---------- | ---------- |
| 1                     | 6        | Nico Rosberg      | Mercedes             | 1:17,631   | 1:17,109   | 1:16,540 | 1          | 17         |
| 2                     | 77       | Valtteri Bottas   | Williams-Mercedes    | 1:18,215   | 1:17,353   | 1:16,759 | 2          | 15         |
| 3                     | 19       | Felipe Massa      | Williams-Mercedes    | 1:18,381   | 1:17,370   | 1:17,078 | 3          | 21         |
| 4                     | 20       | Kevin Magnussen   | McLaren-Mercedes     | 1:18,260   | 1:17,788   | 1:17,214 | 4          | 17         |
| 5                     | 3        | Daniel Ricciardo  | Red Bull-Renault     | 1:18,117   | 1:17,855   | 1:17,273 | 5          | 19         |
| 6                     | 1        | Sebastian Vettel  | Red Bull-Renault     | 1:18,194   | 1:17,646   | 1:17,577 | 6          | 16         |
| 7                     | 14       | Fernando Alonso   | Ferrari              | 1:18,389   | 1:17,866   | 1:17,649 | 7          | 19         |
| 8                     | 26       | Danyiil Kvjat     | Toro Rosso-Renault   | 1:18,530   | 1:18,103   | 1:17,965 | 8          | 22         |
| 9                     | 27       | Nico Hülkenberg   | Force India-Mercedes | 1:18,927   | 1:18,017   | 1:18,014 | 9          | 21         |
| 10                    | 11       | Sergio Pérez      | Force India-Mercedes | 1:18,916   | 1:18,161   | 1:18,035 | 10         | 21         |
| 11                    | 22       | Jenson Button     | McLaren-Mercedes     | 1:18,425   | 1:18,193   |          | 11         | 15         |
| 12                    | 7        | Kimi Räikkönen    | Ferrari              | 1:18,534   | 1:18,273   |          | 12         | 13         |
| 13                    | 25       | Jean-Éric Vergne  | Toro Rosso-Renault   | 1:18,496   | 1:18,285   |          | 13         | 14         |
| 14                    | 21       | Esteban Gutiérrez | Sauber-Ferrari       | 1:18,739   | 1:18,787   |          | 17[1]      | 14         |
| 15                    | 8        | Romain Grosjean   | Lotus-Renault        | 1:18,894   | 1:18,983   |          | 14         | 14         |
| 16                    | 44       | Lewis Hamilton    | Mercedes             | 1:18,683   | idő nélkül |          | 20[2]      | 5          |
| 17                    | 99       | Adrian Sutil      | Sauber-Ferrari       | 1:19,142   |            |          | 15         | 8          |
| 18                    | 17       | Jules Bianchi     | Marussia-Ferrari     | 1:19,676   |            |          | 16         | 8          |
| 19                    | 13       | Pastor Maldonado  | Lotus-Renault        | 1:20,195   |            |          | 18         | 7          |
| 20                    | 10       | Kobajasi Kamui    | Caterham-Renault     | 1:20,408   |            |          | 19         | 7          |
| 21                    | 4        | Max Chilton       | Marussia-Ferrari     | 1:20,489   |            |          | 21         | 9          |
| 107%-os idő: 1:23,065 |          |                   |                      |            |            |          |            |            |
| 22                    | 9        | Marcus Ericsson   | Caterham-Renault     | idő nélkül |            |          | boxutca[3] | 0          |

Megjegyzés:
- ↑ 1:  — Esteban Gutiérrez három rajthelyes büntetést kapott az előző nagydíjon Pastor Maldonadóval történt baleset miatt.[2]
- ↑ 2:  — Lewis Hamilton öt rajthelyes büntetést kapott váltócsere miatt.[3]
- ↑ 3:  — Marcus Ericsson nem teljesített mért kört az időmérő edzésen, ezért a boxutcából kellett rajtolnia, valamint az első három körben egy 10 mp-es "stop and go" büntetést is le kellett töltenie.

## Futam
A német nagydíj futama július 20-án, vasárnap rajtolt.
| helyezés | rajtszám | versenyző         | csapat/motor         | futott kör | idő/kiesés oka | rajthely | pont |
| -------- | -------- | ----------------- | -------------------- | ---------- | -------------- | -------- | ---- |
| 1        | 6        | Nico Rosberg      | Mercedes             | 67         | 1:33:42,914    | 1        | 25   |
| 2        | 77       | Valtteri Bottas   | Williams-Mercedes    | 67         | +20,789        | 2        | 18   |
| 3        | 44       | Lewis Hamilton    | Mercedes             | 67         | +22,530        | 20       | 15   |
| 4        | 1        | Sebastian Vettel  | Red Bull-Renault     | 67         | +44,014        | 6        | 12   |
| 5        | 14       | Fernando Alonso   | Ferrari              | 67         | +52,467        | 7        | 10   |
| 6        | 3        | Daniel Ricciardo  | Red Bull-Renault     | 67         | +52,549        | 5        | 8    |
| 7        | 27       | Nico Hülkenberg   | Force India-Mercedes | 67         | +1:04,178      | 9        | 6    |
| 8        | 22       | Jenson Button     | McLaren-Mercedes     | 67         | +1:24,711      | 11       | 4    |
| 9        | 20       | Kevin Magnussen   | McLaren-Mercedes     | 66         | +1 kör         | 4        | 2    |
| 10       | 11       | Sergio Pérez      | Force India-Mercedes | 66         | +1 kör         | 10       | 1    |
| 11       | 7        | Kimi Räikkönen    | Ferrari              | 66         | +1 kör         | 12       |      |
| 12       | 13       | Pastor Maldonado  | Lotus-Renault        | 66         | +1 kör         | 18       |      |
| 13       | 25       | Jean-Éric Vergne  | Toro Rosso-Renault   | 66         | +1 kör         | 13       |      |
| 14       | 21       | Esteban Gutiérrez | Sauber-Ferrari       | 66         | +1 kör         | 16       |      |
| 15       | 17       | Jules Bianchi     | Marussia-Ferrari     | 66         | +1 kör         | 17       |      |
| 16       | 10       | Kobajasi Kamui    | Caterham-Renault     | 65         | +2 kör         | 19       |      |
| 17       | 4        | Max Chilton       | Marussia-Ferrari     | 65         | +2 kör         | 21       |      |
| 18       | 9        | Marcus Ericsson   | Caterham-Renault     | 65         | +2 kör         | 22       |      |
| ki       | 99       | Adrian Sutil      | Sauber-Ferrari       | 47         | kipördülés     | 15       |      |
| ki       | 26       | Danyiil Kvjat     | Toro Rosso-Renault   | 44         | gyújtás        | 8        |      |
| ki       | 8        | Romain Grosjean   | Lotus-Renault        | 26         | hűtés          | 14       |      |
| ki       | 19       | Felipe Massa      | Williams-Mercedes    | 0          | baleset        | 3        |      |

## A világbajnokság állása a verseny után
| H   | Versenyzők       | Pont | H   | Konstruktőrök        | Pont |
| --- | ---------------- | ---- | --- | -------------------- | ---- |
| 1.  | Nico Rosberg     | 190  | 1.  | Mercedes             | 366  |
| 2.  | Lewis Hamilton   | 176  | 2.  | Red Bull-Renault     | 188  |
| 3.  | Daniel Ricciardo | 106  | 3.  | Williams-Mercedes    | 121  |
| 4.  | Fernando Alonso  | 97   | 4.  | Ferrari              | 116  |
| 5.  | Valtteri Bottas  | 91   | 5.  | Force India-Mercedes | 98   |
| 6.  | Sebastian Vettel | 82   | 6.  | McLaren-Mercedes     | 96   |
| 7.  | Nico Hülkenberg  | 69   | 7.  | Toro Rosso-Renault   | 15   |
| 8.  | Jenson Button    | 59   | 8.  | Lotus-Renault        | 8    |
| 9.  | Kevin Magnussen  | 37   | 9.  | Marussia-Ferrari     | 2    |
| 10. | Felipe Massa     | 30   | 10. | Sauber-Ferrari       | 0    |

(A teljes táblázat)

## Statisztikák
- Vezető helyen:
  - Nico Rosberg: 67 kör (1-67)
- Nico Rosberg 7. győzelme és 9. pole-pozíciója.
- Lewis Hamilton 16. leggyorsabb köre.
- A Mercedes 22. győzelme.
- Nico Rosberg 20., Valtteri Bottas 3., Lewis Hamilton 62. dobogós helyezése.
- A Williams 300. dobogós helyezése.